# Milan Schulz
Milan Schulz (6. dubna 1930, Praha – 20. ledna 2014, Mnichov) byl český dramatik, dramaturg, novinář, redaktor mnichovského vysílání stanice Svobodná Evropa. Po maturitě na gymnáziu vystudoval filosofickou fakultu, později se stal redaktorem Literárních novin, spolupracoval s exilovým časopisem Svědectví Pavla Tigrida, v roce 1969 využil příležitosti a emigroval do Spolkové republiky Německo. Později se stal redaktorem Svobodné Evropy. V zahraničí zůstal i po roce 1989.
Spolu se svým synem Martinem moderoval v devadesátých letech pořad České televize Sněží.